# Гаттенберг (Нью-Джерсі)
Гаттенберг (англ. Guttenberg) — місто (англ. town) в США, в окрузі Гудзон штату Нью-Джерсі. Населення — 12 017 осіб (2020).

## Географія
Гаттенберг розташований за координатами 40°47′34″ пн. ш. 74°0′16″ зх. д. / 40.79278° пн. ш. 74.00444° зх. д. (40.792784, -74.004572).  За даними Бюро перепису населення США в 2010 році місто мало площу 0,63 км², з яких 0,51 км² — суходіл та 0,12 км² — водойми.

## Демографія
Згідно з переписом 2010 року, у місті мешкало 11 176 осіб у 4473 домогосподарствах у складі 2682 родин. Було 4839 помешкань
Расовий склад населення:
| - 67,4 % — білих - 7,3 % — азіатів - 4,8 % — чорних або афроамериканців - 0,9 % — корінних американців - 14,3 % — осіб інших рас |

До двох чи більше рас належало 5,2 %. Частка іспаномовних становила 64,8 % від усіх жителів.
За віковим діапазоном населення розподілялося таким чином: 20,5 % — особи молодші 18 років, 68,2 % — особи у віці 18—64 років, 11,3 % — особи у віці 65 років та старші. Медіана віку мешканця становила 36,4 року. На 100 осіб жіночої статі у місті припадало 95,4 чоловіків;  на 100 жінок у віці від 18 років та старших — 93,0 чоловіків також старших 18 років.
Середній дохід на одне домашнє господарство  становив 80 379 доларів США (медіана — 56 837), а середній дохід на одну сім'ю — 90 309 доларів (медіана — 60 163). Медіана доходів становила 43 505 доларів для чоловіків та 39 716 доларів для жінок. За межею бідності перебувало 15,4 % осіб, у тому числі 24,2 % дітей у віці до 18 років та 8,1 % осіб у віці 65 років та старших.
Цивільне працевлаштоване населення становило 6060 осіб. Основні галузі зайнятості: освіта, охорона здоров'я та соціальна допомога — 20,2 %, науковці, спеціалісти, менеджери — 12,6 %, мистецтво, розваги та відпочинок — 12,3 %.